# イノシンヌクレオシダーゼ
イノシンヌクレオシダーゼ(Inosine nucleosidase、EC 3.2.2.2)は、以下の化学反応を触媒する酵素である。
イノシン + 水{\displaystyle \rightleftharpoons }D-リボース + ヒポキサンチン
従って、この酵素は、イノシンと水の2つの基質、D-リボースとヒポキサンチンの2つの生成物を持つ。
この酵素は加水分解酵素、特にN-グリコシル化合物を分解するグリコシダーゼに分類される。系統名はイノシンリボヒドロラーゼ(inosine ribohydrolase)である。イノシナーゼ、イノシン-グアノシンヒドロラーゼ等と呼ばれることもある。プリンの代謝に関与している。